# Carla-de-Roquefort
Carla-de-Roquefort é uma comuna francesa na região administrativa de Occitânia, no departamento de Ariège.